# Conus milneedwardsi
Espèce
Statut de conservation UICN

 LC  : Préoccupation mineure
Conus milneedwardsi est une espèce de mollusques gastéropodes marins de la famille des Conidae.
Comme toutes les espèces du genre Conus, ces escargots sont prédateurs et venimeux. Ils sont capables de « piquer » les humains et doivent donc être manipulés avec précaution, voire pas du tout.

## Description
La taille d'une coquille adulte varie entre 46 mm et 185 mm. Cette espèce a une coquille plutôt fine et élancée avec une surface lisse, une spire acuminée et une épaule anguleuse. La couleur de la coquille est blanche avec deux bandes spiralées chocolatées sur le verticille. Ce verticille du corps présente un motif de lignes réticulées axiales brun rougeâtre formant des triangles blancs ou des marques quadrangulaires.

## Distribution
Cette espèce marine est présente au large de Madagascar et de la côte africaine, du KwaZulu-Natal, en Afrique du Sud, à la mer Rouge ; en mer de Chine ; dans l'océan Indien au large de Bombay.
La sous-espèce C. m. clytospira Melvill & Standen, 1899 est présente du Pakistan à l'Inde et Sri Lanka, C. m. lemuriensis Wils & Delsaerdt, 1989 dans l'océan Indien le long de Réunion et Maurice.

### Niveau de risque d’extinction de l’espèce
Selon l'analyse de l'UICN réalisée en 2011 pour la définition du niveau de risque d'extinction, cette espèce est présente dans tout l'ouest de l'océan Indien, y compris Madagascar, l'Inde et la côte de l'Afrique de l'Est (jusqu'au Kwazulu Natal). La sous-espèce C. m. clytospira se trouve du Pakistan à l'Inde et au Sri Lanka. Il s'agit d'une espèce à large répartition, sans menaces majeures à l'heure actuelle. Le chalutage et le dragage existent, mais ne sont pas actuellement considérés comme une menace importante pour ce coquillage emblématique. En outre, le chalutage dans les eaux indiennes a diminué ces dernières années, ce qui réduit encore la menace. Il a donc été évalué comme étant de préoccupation mineure.

## Taxonomie

### Publication originale
L'espèce Conus milneedwardsi a été décrite pour la première fois en 1894 par le zoologiste français spécialiste des poissons et des mollusques Félix Pierre Jousseaume dans « Bulletin de la Société Philomathique de Paris »,.

### Synonymes
- Conus (Leptoconus) milneedwardsi Jousseaume, 1894 · appellation alternative
- Cylindrus milneedwardsi (Jousseaume, 1894) · non accepté
- Leptoconus milneedwardsi (Jousseaume, 1894) · non accepté

### Sous-espèces
- Conus milneedwardsi clytospira Melvill & Standen, 1899
- Conus milneedwardsi eduardi Delsaerdt, 1997
- Conus milneedwardsi lemuriensis Wils & Delsaerdt, 1989
- Conus milneedwardsi milneedwardsi Jousseaume, 1894